# Гревова (усадьба)
«Гревова» или усадьба Зиновьевых — старинная усадьба, принадлежавшая русскому дворянскому роду Зиновьевых. Расположена в Ломоносовском районе Ленинградской области, в селе Копорье.
Является памятником архитектуры.

## История
Пётр I пожаловал Копорье с окрестными деревнями А. Д. Меншикову, после опалы которого в 1727 году имение перешло в казну, а в 1743 году было подарено фавориту Елизаветы Петровны Алексею Григорьевичу Разумовскому. В 1779 году имение унаследовал его брат Кирилл Григорьевич, а после его смерти в 1803 году — сын Лев Кириллович. Однако усадьба здесь появилась лишь после 1809 года, когда имение купил Василий Николаевич Зиновьев, сенатор, тайный советник и камергер, возглавлявший Медицинскую коллегию. Здесь он жил после отставки вплоть до своей смерти в 1827 году.
В то время усадебная территория представляла собой обширную зелёную зону без планировки. Из строений существовал только каменный хозяйственный двор и деревянный господский дом. Работы вёл архитектор В. И. Беретти. Он расположил дом и службы к нему в глубине парка. От дороги к ним вели две косые аллеи, одна из которых, подъездная, была обсажена липами. Оранжерейный комплекс расположился по одной линии с хозяйственным двором. В планировке усадьбы, в постановке дома далеко от дороги сказалось стремление владельца к уединенности. Сохранившемуся хозяйственному зданию особую выразительность придают портики большого тосканского ордера, охватывающие всю ширину центрального корпуса.
Согласно 10-й ревизии 1856 года мыза принадлежала помещику Андрею Зиновьеву. Согласно материалам по статистике народного хозяйства Петергофского уезда 1887 года, усадьба площадью 12 216 десятин принадлежала уже надворному советнику Д. В. Зиновьеву, ещё одному сыну Василия Зиновьева. При нём территория усадьбы была увеличена, расширена парковая зона на востоке и севере за счёт бывших сенных покосов. Парк получил окончательное композиционное решение, где была акцентирована центральная ось, оформленная в виде широкой просеки — партера, обновлена растительность, созданы новые пейзажные композиции, обсажена деревьями восточная аллея. Были выстроены новые скотный и конный дворы, а у дороги — многочисленные каменные службы. В мызе имелась кузница. Рыбные ловли, охоту, 7 домов, 2 лавки, 2 мельницы, постоялый двор и кожевенный завод, право собирать грибы и драть кору в соседнем лесу хозяин сдавал в аренду.
Последними владельцами были предводитель Санкт-Петербургского дворянства Александр Дмитриевич и его сын предводитель дворян Петергофского уезда Лев Александрович, которые постоянно жили летом в усадьбе. После революции 1917 года семье удалось уехать за границу.
По состоянию на начало XXI века усадьба находилась в заброшенном состоянии. Сохранился парк с насаждениями лип, дубов, ясеней, берёз, клёнов, сосен, елей, расположенными массивами и группами по всему парку. Из построек сохранились: хозяйственный двор, оранжерейный комплекс, молочня.